# Lista de deputados estaduais de Sergipe da 6.ª legislatura
Essa é uma lista de deputados estaduais eleitos para o período 1967-1971. Foram 32 eleitos.

## Composição das bancadas
| Partido | Líder                   | Bancada | Posição  |
| ------- | ----------------------- | ------- | -------- |
| ARENA   | Heráclito Rollemberg    | 26 / 32 | Governo  |
| MDB     | Jaime de Araújo Andrade | 6 / 32  | Oposição |

## Deputados estaduais
| Número | Deputados estaduais eleitos        | Partido | Votação | Percentual | Cidade onde nasceu       | Unidade federativa |
| 11011  | Djenal Tavares Queiroz             | ARENA   | 4.788   | 3,22%      | Frei Paulo               | Sergipe            |
| 11234  | Albano Franco                      | ARENA   | 3.819   | 2,56%      | Aracaju                  | Sergipe            |
| 11181  | Gilton Garcia                      | ARENA   | 3.753   | 2,52%      | Aracaju                  | Sergipe            |
| 11114  | José dos Santos Mendonça           | ARENA   | 3.441   | 2,31%      | Barra dos Coqueiros      | Sergipe            |
| 11050  | José Cleonâncio da Fonseca         | ARENA   | 3.314   | 2,22%      | Boquim                   | Sergipe            |
| 11681  | Fernando Ribeiro Franco            | ARENA   | 3.206   | 2,15%      | Aracaju                  | Sergipe            |
| 11888  | Francisco Teles de Mendonça        | ARENA   | 3.202   | 2,15%      | Itabaiana                | Sergipe            |
| 11153  | Francisco Vieira da Paixão         | ARENA   | 3.121   | 2,10%      | Campo do Brito           | Sergipe            |
| 11033  | Leandro Ribeiro de Siqueira Maciel | ARENA   | 3.077   | 2,07%      | Rosário do Catete        | Sergipe            |
| 11444  | Rosendo Ribeiro                    | ARENA   | 2.939   | 1,97%      | Lagarto                  | Sergipe            |
| 11123  | Francisco Passos                   | ARENA   | 2.844   | 1,91%      | Ribeirópolis             | Sergipe            |
| 11351  | Oséas Cavalcanti Batista           | ARENA   | 2.715   | 1,82%      | Cristinápolis            | Sergipe            |
| 11222  | Aloísio Tavares Santos             | ARENA   | 2.672   | 1,79%      | Nossa Senhora do Socorro | Sergipe            |
| 11101  | João Valeriano dos Santos          | ARENA   | 2.658   | 1,78%      | Porto da Folha           | Sergipe            |
| 11021  | Heráclito Rollemberg               | ARENA   | 2.648   | 1,78%      | Laranjeiras              | Sergipe            |
| 11381  | José Matos Valadares               | ARENA   | 2.645   | 1,77%      | Simão Dias               | Sergipe            |
| 11192  | Pedro Batalha de Gois              | ARENA   | 2.585   | 1,73%      | Aracaju                  | Sergipe            |
| 11345  | Francisco de Melo Novaes           | ARENA   | 2.398   | 1,61%      | Cedro de São João        | Sergipe            |
| 11200  | Antônio Conde Sobral               | ARENA   | 2.299   | 1,54%      | Canhoba                  | Sergipe            |
| 11678  | José Antônio Pereira               | ARENA   | 2.282   | 1,53%      | Salgado                  | Sergipe            |
| 11125  | Antônio Tôrres Júnior              | ARENA   | 2.257   | 1,51%      | São Cristóvão            | Sergipe            |
| 11110  | Francisco Leite Filho              | ARENA   | 2.142   | 1,44%      | Riachuelo                | Sergipe            |
| 11127  | Horácio de Góis                    | ARENA   | 2.092   | 1,40%      | Riachão do Dantas        | Sergipe            |
| 11500  | Wolney Leal de Melo                | ARENA   | 2.081   | 1,40%      | Aracaju                  | Sergipe            |
| 11411  | Cândido Dortas Mendonça            | ARENA   | 2.044   | 1,37%      | Simão Dias               | Sergipe            |
| 11106  | Aerton Menezes Silva               | ARENA   | 1.972   | 1,32%      | Aracaju                  | Sergipe            |
| 15222  | Edson Mendes de Oliveira           | MDB     | 1.834   | 1,23%      | Capela                   | Sergipe            |
| 15044  | Núbia Nabuco Macedo                | MDB     | 1.787   | 1,20%      | Estância                 | Sergipe            |
| 15678  | Jaime de Araújo Andrade            | MDB     | 1.586   | 1,06%      | Frei Paulo               | Sergipe            |
| 15888  | José Baltazarino dos Santos        | MDB     | 1.482   | 0,99%      | Itabaiana                | Sergipe            |
| 15010  | Octávio Martins Penalva            | MDB     | 1.378   | 0,92%      | Ilhéus                   | Bahia              |
| 15690  | Carlito Pereira de Melo            | MDB     | 1.185   | 0,79%      | Poço Redondo             | Sergipe            |